# Unterbodnitz
Unterbodnitz est une commune allemande de l'arrondissement de Saale-Holzland, Land de Thuringe.

## Géographie
| Rothenstein | Kleinbockedra |       |
| Schöps      | Unterbodnitz  | Gneus |
| Seitenroda  | Oberbodnitz   |       |

## Histoire
Unterbodnitz est mentionné pour la première fois en 1414.

## Personnalités liées à la commune
- Erich Hertzsch (1902-1995), théologien.

## Source de la traduction
- (de) Cet article est partiellement ou en totalité issu de l’article de Wikipédia en allemand intitulé « Unterbodnitz » (voir la liste des auteurs).